# Alleghany (Kalifornia)
Alleghany – jednostka osadnicza w Stanach Zjednoczonych, w stanie Kalifornia, w hrabstwie Sierra.